# پای تمشک
پای تمشک یک نوع پای پر شده از سیاه توت است که که معمولاً یا به صورت مربای سیاه توت، یا خود تمشک یا مخلوطی وابسته به آن است. پای تمشک ترش مزه است، بنابراین نسبت به پای زغال اخته شکر بیشتری برای پختن آن مورد نیاز است. برای جلوگیری از سوختن می‌توان سیاه توت را قبل از پختن آهسته جوشانید یا در آب غوطه ور کرد. اما در موقع آماده کردن پای زغال اخته نیازی به این کار نیست. .